# Kirby (Name)
Kirby ist ein englischer weiblicher und männlicher Vorname sowie ein Familienname.

## Namensträger

### Vorname
- Kirby Bliss Blanton (* 1990), US-amerikanische Schauspielerin
- Kirby Chambliss (* 1959), US-amerikanischer Kunstflieger
- Kirby Dach (* 2001), kanadischer Eishockeyspieler
- Kirby Dick (* 1952), US-amerikanischer Filmregisseur, Filmproduzent und Drehbuchautor
- Kirby Grant (1911–1985), US-amerikanischer Schauspieler
- Kirby Howell-Baptiste (* 1987), britische Schauspielerin und Autorin
- Kirby Law (* 1977), kanadischer Eishockeyspieler
- Kirby Morrow (1973–2020), kanadischer Schauspieler und Synchronsprecher
- Kirby Puckett (1960–2006), US-amerikanischer Baseballspieler
- Kirby Walker (um 1910–nach 1949), US-amerikanischer Jazzmusiker

### Familienname
- Alister Kirby (1886–1917), britischer Ruderer
- Bill Kirby (* 1975), australischer Schwimmer
- Bruce Kirby (Schauspieler) (1925–2021), US-amerikanischer Schauspieler
- Bruce Kirby (Segler) (1929–2021), kanadischer Regattasegler und Bootarchitekt
- Bruno Kirby (1949–2006), US-amerikanischer Schauspieler
- Christopher Kirby, US-amerikanisch-australischer Schauspieler
- David Kirby (Schauspieler) (1880–1954), US-amerikanischer Schauspieler
- David Kirby (Dichter) (* 1944), US-amerikanischer Dichter und Autor
- David Kirby (1957–1992), US-amerikanischer AIDS-Aktivist, bekannt durch das Foto David Kirby’s Final Moments
- Edmund Kirby Smith (1824–1893), US-amerikanischer General der Konföderierten Armee im Amerikanischen Bürgerkrieg
- Edward Kirby (1901–1968), US-amerikanischer Leichtathlet
- Fran Kirby (* 1993), englische Fußballspielerin
- Gordon William Kirby (1934–2011), britischer Chemiker
- Gustavus T. Kirby (1874–1954), US-amerikanischer Jurist, Sportler und Sportfunktionär
- Jack Kirby (1917–1994), US-amerikanischer Comiczeichner
- Joel Kirby (* 1964), US-amerikanischer Musicaldarsteller, Tänzer und Schauspieler
- John Kirby (Baseballspieler) (1865–1931), US-amerikanischer Baseballspieler
- John Kirby (1908–1952), US-amerikanischer Jazz-Bassist
- John Kirby (Bischof) (* 1938), irischer römisch-katholischer Bischof
- John Kirby (Jurist) (1939–2019), US-amerikanischer Jurist
- John Kirby (Footballspieler) (* 1942), US-amerikanischer Footballspieler
- John Kirby (Admiral), (* 1963), US-amerikanischer Offizier und ehemaliger Konteradmiral der United States Navy
- Josh Kirby (1928–2001), britischer Zeichner, Illustrator der Scheibenweltromane
- Karolyn Kirby (* 1961), US-amerikanische Beachvolleyballspielerin
- Kathy Kirby (1938–2011), britische Sängerin
- Kwame Kirby (* 1993), antiguanischer Fußballspieler
- Laurence Kirby (* 1952), britischer Mathematiker
- Luke Kirby (Priester) († 1582), englischer Priester und Märtyrer
- Luke Kirby (Schauspieler) (* 1978), kanadischer Schauspieler
- Malachi Kirby (* 1989), britischer Schauspieler
- Moses H. Kirby (1798–1889), US-amerikanischer Jurist und Politiker
- Paul Kirby (Komponist) (* 1946), US-amerikanischer Komponist und Dirigent
- Paul Kirby (Politiker) (* 1966), australischer Politiker
- Paul Kirby (Szenenbildner) (* London), britisch-US-amerikanischer Szenbildner
- Paul Kirby (* 1981), britischer Jazzmusiker
- Percival R. Kirby (1887–1970), südafrikanischer Ethnomusikologe und Hochschullehrer
- Peter Kirby (* 1931), kanadischer Bobfahrer
- Pierre Kirby († 1990), britischer Martial-Arts-Künstler und Schauspieler
- Ralph Kirby (1884–1946), englischer Fußballspieler und -trainer
- Robert Kirby (1925–2005), US-amerikanischer Automobilrennfahrer
- Robert Kirby (Sänger) (1948–2009), britischer Folk-Rock-Sänger
- Robion Kirby (* 1938), US-amerikanischer Mathematiker
- Roy Kirby († 2010), britischer Jazzmusiker und Bandleader
- Sandra Kirby (* 1949), kanadische Soziologin, Autorin und Ruderin
- Sebastián Pérez Kirby (* 1990), chilenischer Fußballtorwart
- Simone Kirby, irische Theater- und Filmschauspielerin
- Steve T. Kirby (* 1952), US-amerikanischer Politiker
- Sylvia Kirby (* 1956), US-amerikanische Sängerin und Songwriterin, siehe Sylvia (Sängerin)
- Tom Kirby (Boxer) (1904–1967), US-amerikanischer Boxer
- Tom Kirby (Dartspieler) (1947–2008), irischer Dartspieler
- Tom Kirby (Politiker) (* 1961), US-amerikanischer Politiker
- Vanessa Kirby (* 1988), britische Schauspielerin
- Vicki Kirby (* 1950), australische Soziologin, Anthropologie und Hochschullehrerin
- William Kirby (1759–1850), britischer Insektenkundler und Priester
- William Kirby (Autor) (1817–1906), kanadischer Schriftsteller
- William C. Kirby (* 1950), US-amerikanischer Historiker und Sinologe
- William F. Kirby (William Fosgate Kirby; 1867–1934), US-amerikanischer Politiker
- William Forsell Kirby (1844–1912), britischer Insektenkundler und Volkskundler